# Cygwin
Cygwin är ett programbibliotek för Microsoft Windows med en implementation av Posix samt en stor samling portad fri programvara.
Posixmiljön gör att datorprogram skrivna för posixsystem som BSD, Gnu/Linux och Unix lätt kan porteras till Windows. I många fall kräver portning av unixprogram till Cygwin inte mycket mer än att programmets källkod kompileras tillsammans med Cygwin. Program kan skrivas att använda både posix-funktionalitet via Cygwin och Windows egna programbibliotek och systemanrop och sålunda till exempel använda Windows grafiska användargränssnitt.
Cygwin överbryggar många skillnader i semantiken mellan Windows och Unix, såsom gällande filsystemets uppbyggnad och förväntad katalogstruktur, text- och binärfiler, filers metainformation, filer som förväntas existera och skillnader mellan programbibliotek (.DLL respektive .so).
Bland program tillgängliga via Cygwin kan nämnas kompilatorn GCC med relaterade verktyg, kommandoskalet Bash, en mängd unixverktyg, X Window System, skrivbordsmiljöerna Gnome och KDE, Abiword, Gnumeric, Koffice samt servrar som Apache, inetd, syslogd och sshd.
Cygwin utvecklades från år 1995 av företaget Cygnus Solutions, först för internt bruk. Företaget blev senare en del av Red Hat.